# Brama wodna
Brama wodna (furta) – otwór w średniowiecznych murach miejskich lub budowla bramna, umieszczana w murach miast portowych, umożliwiająca dostęp do nich (np. do nabrzeża portu rzecznego lub morskiego) od strony wody.

## Bramy wodne w Gdańsku
Zachowane bramy wodne są charakterystycznym elementem architektury Gdańska. Budowle bramne zamykają ulice dochodzące prostopadle do Motławy.
Najbardziej oryginalną z nich jest Wielki Żuraw u wylotu ulicy Szerokiej, pełniący niegdyś funkcję dźwigu portowego. Oryginalną formę ma także Zielona Brama, będąca właściwie pałacem z przejazdem w przyziemiu. Z pozostałych, trzy wybudowano w stylu późnogotyckim (Brama Chlebnicka, Mariacka i Straganiarska); inne (Brama Krowia, Brama Świętego Ducha, Brama Świętojańska oraz nieistniejące Brama Tobiasza i Brama Kogi) były prostymi budynkami o kalenicy ustawionej równolegle do rzeki, z przejazdem w przyziemiu.
Odkrycia archeologiczne potwierdziły hipotezę, że pierwotnie bramy wodne były połączone murem, który zamykał teren Głównego Miasta od strony rzeki i dopiero z czasem został obudowany kamienicami.

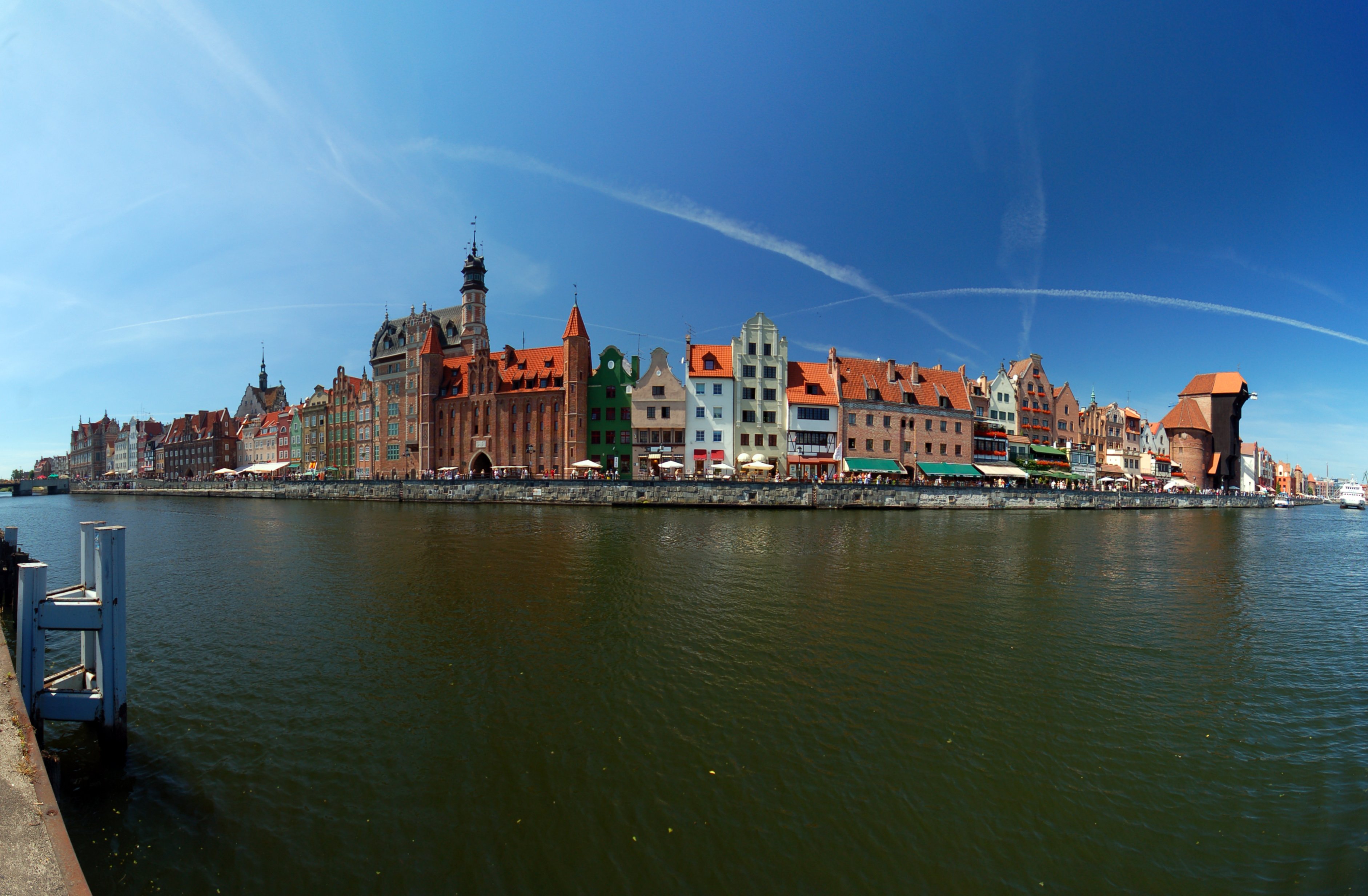
Nabrzeże Motławy z bramami wodnymi

## Bramy wodne Szczecina
W średniowiecznym (niezachowanym) murze miejskim Szczecina, biegnącym wzdłuż brzegów Odry Zachodniej, na przedłużeniu poszczególnych ulic, znajdowały się bramy wodne prowadzące z miasta na drewniane pomosty, do których dobijały statki. Pomosty, przerzucone nad bagnistym brzegiem rzeki, umożliwiały załadunek i wyładunek towarów. Informacje o konstrukcji bram i pomostów są ubogie (nieprecyzyjne przekazy ikonograficzne). Uważa się, że zwykle były budynkami z dachem dwuspadowym lub ze stożkowatą wieżą, wznoszonymi na rzutach prostokątów. Górna kondygnacja pełniła funkcje obronne.

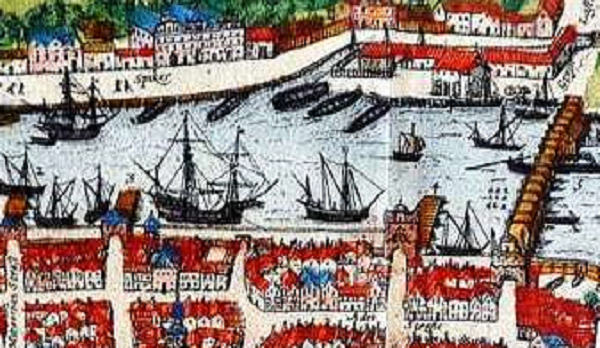
Bramy wodne – fragment mapy Szczecina z „Civitates Orbis Terrarum” (tom IV, wyd. I, 1588 rok)

Według Carla Fredricha (1871–1930) istniały bramy nazwane:

- Brama Kłodna
- Brama Rybacka
- Brama Mączna
- Brama Bycza (lub Cebulowa),
- Brama Mariacka
- Brama Mostu Długiego
- Brama Pomostu Mniszego

jak również dwie furty bez nazwy – w pobliżu „łaźni [usytuowanej] na tyłach [kościoła] św. Mikołaja” (niem. de stauen achter S. Niclas kerken 1495) oraz nieistniejącej ulicy Mostowej (między Mostem Długim i wylotem nieistniejącej ulicy Bednarskiej, zwanej wcześniej „Ulicą Pomostu Mniszego”).